# Malahat Nasibova
Malahat Nasibova (Azerbeidzjaans: Məlahət Nəsibova) (Nachitsjevan, 6 maart 1969) is een Azerbeidzjaans journalist en mensenrechtenverdediger.
Nasibova werkt voor het onafhankelijke persbureau Turan en is daarnaast als correspondent voor Radio Free Europe/Radio Liberty. Ze is leider van de organisatie Democracy and NGO's Development Resource Center. 

## Levensloop
Nasibova slaagde in 1990 voor haar studie tot muzikant en muziekleraar, met als specialisatie de kemençhe, het nationale muziekinstrument van Azerbeidzjan.
Vanaf 1990 werkte ze in als leraar in een esthetisch cultureel centrum voor legerofficieren in Aliabad. In 2000 werd ze verslaggever voor Radio Free Europe/Radio Liberty, de BBC en Voice of America met berichtgeving over de situatie in Nachitsjevan.
In 2002 richtte ze het Democracy & NGO's Development Resource Center op, dat de eerste onafhankelijke niet-gouvernementele organisatie was in haar stad. Daarnaast was ze tussen 2003 en 2004 hoofdredacteur voor de krant Our Nakhchivan. Inmiddels is ze ook correspondent voor Turan, een onafhankelijk persbureau Turan.
Nasibova laat zich kritisch uit tegenover de autoriteiten en weigert steevast de vrijheid van meningsuiting op te geven. Ze maakt reportages over overtredingen die de politie begaat tegenover burgers, aanvallen op journalisten en ontvoeringen van leden van de oppositie.
In 2009 werd ze onderscheiden met de Noorse Thorolf Rafto-prijs.